# Loxioides kikuchi
Il palila di Pila o crociere di Kauai (Loxioides kikuchi James & Olson, 1991) è un uccello passeriforme estinto della famiglia Fringillidae.

## Etimologia
Il nome scientifico della specie, kikuchi, venne scelto in omaggio a Delores Kikuchi, una degli assistenti agli scavi durante i quali la specie venne scoperta: anche il suo nome comune omaggia uno degli scopritori, William Pila.

## Descrizione
Essendone stati trovati solo pochi frammenti ossei allo stato subfossile (in particolar modo porzioni di becco), l'effettivo aspetto di questi uccelli rimane ignoto: molto probabilmente essi somigliavano per conformazione al congenere palila, rispetto al quale avevano dimensioni maggiori e becco maggiormente adunco, seppur probabilmente non incrociato.

## Biologia
La conformazione del becco fa pensare che questi uccelli fossero legati al naio, similmente  quanto avviene nei loro parenti ancora in vita, molto strettamente connessi al māmane.

## Distribuzione e habitat
I resti subfossili di questi uccelli sono stati finora ritrovati nelle zone carsiche della porzione dell'isola hawaiiana di Kauai, della quale (come intuibile dal nome comune questo uccello doveva essere verosimilmente endemico.
L'habitat di questo uccello era probabilmente rappresentato dalle foreste secche tropicali tipiche della zona.

## Estinzione
Tutti i resti di questi uccelli sono stati rinvenuti in unità stratigrafiche databili in 300-600 anni fa: ciò vorrebbe dire che il crociere di Kauai sarebbe potuto molto verosimilmente essere ancora in vita quando i primi coloni europei misero piede alle Hawaii, nel 1778, ed anzi essersi estinta solo verso i primi del XIX secolo: tuttavia, questi uccelli sembrerebbero non comparire in alcun resoconto dell'epoca (come quelli lasciati da James Cook e John Kirk Townsend).
Ad ogni modo, quelli vissuti al tempo dell'arrivo degli europei delle isole molto verosimilmente altro non dovevano essere che gli ultimi esemplari di una specie già da tempo avviata verso l'estinzione, a causa delle drastiche modifiche dell'habitat effettuate dai coloni polinesiani fin dal loro arrivo, irrigando diffusamente le aree secche in cui questi uccelli vivevano per far spazio alle coltivazioni ed introducendo specie nocive e malattie a fronteggiare le quali essi erano impreparati.